# هجوم حماة وحمص (مارس – أبريل 2015)
هُجوم حماة وحمص (آذار/مارس–نيسان/أبريل 2015) هو هجومٌ شنّهُ تنظيم الدولة الإسلامية في العراق والشام (داعش) في محاولة منه لقطع خط إمدادات الحكومة في وسط وشمال سوريا.

## الهجوم
شنّ داعش هجومًا ذا شقين في المناطق الريفية الشرقية من محافظتي حمص وحماة؛ ففي 20 آذار/مارس 2015 حاول التنظيم شلّ خط الإمداد الذي يربط حلب، خناصر، سلمية وحماة مع بعضها البعض. في المُقابل؛ تكهّن بعض المحللين أنّ الهدف من الهجوم كان رفع الروح المعنوية بعد الخسائر الفادحة التي تعرّض لها ما بعدَ حصار كوباني. بعد ثلاثة أيام من القتال؛ اقتحمَ داعش العديد من نقاط التفتيش العسكرية ونجحَ في قتل 20 جنديًا في حمص،  بينما قتل 74 آخرين في حماة وعدد آخر غير معروف في مناطق متفرقة.
في وقت مبكر من 23 آذار/مارس؛ هاجمَ مقاتلوا التنظيم المطار العسكري في تدمر في محافظة حمص ونجحوا في إسقاط طائرة هجوميّة تابعة للقوات الجوية السورية من طِراز سوخوي سو-24. في 31 آذار/مارس؛ قتلَ تنظيم داعش 46 مدنيًا إلى 48 في قرية المبعوجة في محافظة حماة قبل أن يتمكّنَ الجيش من صد هجومه. تسبب هذا القتال في سقوط 31 جنديًا في الجيش النظامي مُقابل 40 في صفوف التنظيم المتطرف؛ فضلًا عن إصابة العشرات بالرصاص والحرق وما إلى ذلك. ليس هذا فقط؛ بل اختطفَ داعش 50 مدنيًا ووضعهم في الخطوط الأمامية كرهائن.
في الخامس من نيسان/أبريل؛ عاودَ داعش مهاجمة أربع قرى في منطقة سلمية ولكنه فشلَ في اكتساب أي أراضٍ جديدة إلّا أنه قتلَ مدنيين اثنيين جراء القصف العنيف الذي رافقَ الهجوم. بعد ذلك بيومين فقط؛ عاد داعش للهجوم مُجددًا لكنّه فشل للمرة الثانية على التوالي. عاد التنظيم للمهاجمة للمرة الثالثة وذلك في التاسع من نيسان/أبريل وقد نجحَ هذه المرة في اختراق صفوف الجيش الأسدي مُخلفًا بذلك 17 قتيلًا؛ ثلاثة منهم قامَ بجزّ رؤسهم على الملأ.